# Хемприхов ток
Хемприхов ток (лат. Lophoceros hemprichii) — вид птиц из семейства птиц-носорогов. Ранее его относили к роду Tockus. Видовое название дано в честь немецкого натуралиста Фридриха Вильгельма Гемприха (1796—1825).

## Описание
Хемприхов ток достигает длины 50—58 см; одна измеренная самка весила 297 г. Общая окраска оперения тёмно-коричневого цвета, брюхо белое, внешние рулевые перья белого цвета, перья верхней части тела с каймой и кончиками кремового цвета. У взрослых самцов клюв тёмно-красный, голая кожа горла чёрная. Взрослые самки немного мельче самцов, клюв с чёрным основанием подклювья, участок голой кожи на горле бледно-зелёного цвета. Молодые особи похожа на взрослых самок, но у основания белых рулевых перьев чёрные пятна, клюв тёмно-коричневый.
Хемприхов ток отличается от меньшего венценосного тока (Tockus alboterminatus) более длинным клювом без рога и большим количеством белого цвета в оперении.

## Биология
Хемприхов ток питается преимущественно насекомыми, а также ящерицами и хамелеонами, а также фруктами и ягодами. Добывает корм, перелетая с дерева на дерево. Большую часть пищи собирает в листве или ловя летающих насекомых; также спускается на землю, чтобы питаться термитами или искать пищу в трещинах скал.
Хемприхов ток гнездится преимущественно в расщелинах скал и лишь изредка в дуплах деревьев. Большинство гнездовых нор находятся на каменистых склонах в оврагах. В кладке три яйца.

## Распространение
Вид обитает в скалистых, засушливых областях. Ареал охватывает территорию Эфиопии, Джибути, северного Сомали до юго-восточного Южного Судана, северо-восточной Уганды и северной и северо-западной Кении.